# 吉林省延吉监狱
吉林省延吉监狱，简称延吉监狱，是隶属于中华人民共和国吉林省监狱管理局的监狱，位于吉林省延边朝鲜族自治州龙井市龙延路2755号。原址位于吉林省延边朝鲜族自治州延吉市河南街旁，后被改造为延边艺术剧场（即延边工人文化宫）。延吉监狱曾发生过抗战时期东北地区唯一成功的越狱斗争事件。中国末代皇后婉容因病逝于该监狱中。现任监狱长兼党委书记为李正男。

## 历史

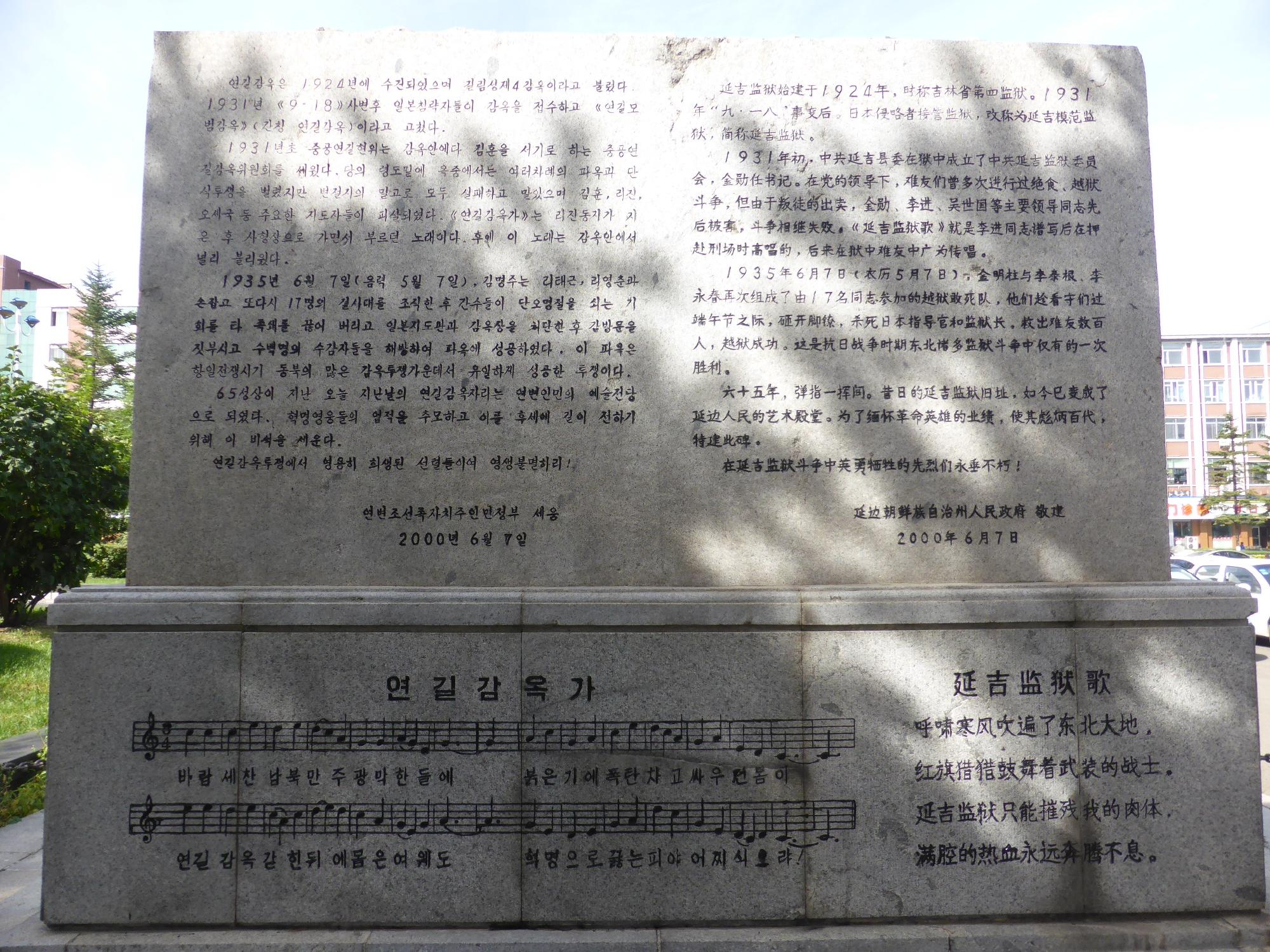
延吉监狱歌碑

延吉监狱始建于中华民国十三年（1924年），占地面积一万余平方米，时称吉林第四监狱。在九一八事变后，该监狱被日军接管，被评为“模范监狱”，成为延边地区规模最大的监狱。日本军以此监狱关押共产党员和反日分子，狱中囚犯的数量一度达到一千多人。“模范”二字被中共延吉市委党史研究室研究员周延辉解读为“镇压革命者的手段更加残忍”。1931年初，金勋在延吉监狱内秘密成立中共延吉监狱委员会，并曾两次组织越狱斗争，但由于叛徒泄密而失败。1935年6月7日（农历五月初七），金明柱等人在日军管理人员举办运动会时最终乘机成功越狱。这次越狱是抗战时期东北地区唯一成功的越狱斗争事件，在当时的中国东北地区产生了巨大影响，被认为极大地鼓舞了人民的抗日斗志和胜利信心。
1946年6月20日午前五时，清朝末代皇后、满洲国皇后婉容因病逝世于延吉监狱，享年41岁。
苏联红军攻占延吉后，延吉县人民政权接管了延吉监狱。在中国东北革命斗争时期，监狱更名为延吉县人民法院监狱。在延吉监狱迁址至龙井市后，延吉监狱原址被改造为延边艺术剧场（即延边工人文化宫）。延边朝鲜族自治州人民政府于2000年6月7日在该剧场旁边建设了一座刻有朝鲜语和汉语的延吉监狱抗日斗争纪念碑。在该纪念碑背侧刻有李进于狱中创作的《延吉监狱歌》、延吉监狱斗争的简介和延边朝鲜族自治州人民政府的题词。据考证，李进在走向刑场时就高唱着《延吉监狱歌》。
中华人民共和国成立后，1951年9月19日，归吉林省人民政府公安厅领导，更名为吉林省延吉监狱。1955年，更名为吉林省第三监狱，对外名称为地方国营吉林省延吉新生企业工厂。1956年7月9日，归延吉州公安处领导，更名为延边朝鲜族自治州监狱，对外名称为地方国营延边朝鲜族自治州延吉新生企业公司。1962年1月13日，归吉林省公安厅管理，更名为吉林省延边劳动改造管教支队，对外名称为地方国营吉林省延边新生企业公司。1964年6月16日，更名为吉林省延吉监狱。文化大革命期间，1966年11月10日，根据上级指示，吉林省延吉监狱由延吉市迁至敦化县秋梨沟乡。1966年12月20日，吉林省延吉监狱更名为吉林省敦化劳动改造管教大队，对外名称为地方国营吉林省敦化矽土矿。1968年敦化监狱实行军事管制。1969年敦化劳动改造管教大队罪犯全部交给吉林监狱，队址交给敦化县，干警下放插队。1971年5月13日，经吉林省革命委员会决定，成立吉林省敦化劳动教养大队，启用吉林省敦化劳动教养大队革命领导小组印章。并继续实行军管，成立了生产指挥部。1973年8月1日，撤销军管。同年12月20日，“吉林省敦化劳动教养大队革命领导小组”印章作废，启用吉林省敦化劳动教养大队、吉林省敦化新生矽土矿印章。1975年5月1日，更名为吉林省敦化监狱。1981年，监狱对外名称为吉林省敦化硅碳棒厂。1983年5月，该监狱由省公安厅移交吉林省司法厅管理。敦化监狱同年生产“黑色碳化硅”。1985年对外企业名称为吉林省敦化暖气片厂。
1986年2月18日，经吉林省人民政府批准，敦化监狱与延边劳动改造管教支队合并为吉林省延吉监狱。原敦化监狱改为延吉监狱直属敦化大队。企业名称为延吉散热器厂。2015年，狱内数字化法庭在延吉监狱建成，于同年11月3日首次运用。

## 荣誉
2012年，吉林省延吉监狱被中华人民共和国司法部授予全国司法行政系统先进集体称号。2015年，延吉监狱获吉林省省直监狱系统民警职工羽毛球比赛团体亚军奖。